# Гватемальско-саудовские отношения
Гватемальско-саудовские отношения — двусторонние дипломатические отношения между Гватемалой и Саудовской Аравией. 

## История
Правительства Гватемалы и Саудовской Аравии установили дипломатические отношения 21 апреля 2017 года в соответствии с Венской конвенцией. Отношения установили постоянные послы двух стран при Организации Объединенных Наций в Нью-Йорке Хорхе Скиннер-Кле Ареналесом и Абдаллой Яхьей А. Аль-Муаллими, соответственно. Они отметили, что цель этого шага — расширить присутствие Гватемалы в международном контексте и желание укрепить свои позиции. В середине 2019 года Саудовская Аравия назначила своего посла-резидента в Мексике одновременно с Гватемалой, в то время как Гватемала назначила своего посла-резидента в Объединенных Арабских Эмиратах одновременно с Саудовской Аравией. 10 мая 2023 года министр иностранных дел Саудовской Аравии Фейсал ибн Фархан Аль Сауд прибыл в Гватемалу для участия в Девятом саммите Ассоциации карибских государств в Антигуа-Гватемале в качестве государства-наблюдателя. Это первый визит высокопоставленного чиновника Саудовской Аравии в Гватемалу.

## Торговля
Основным экспортным товаром Гватемалы в Саудовскую Аравию является кардамон.